# Cochliobolus australiensis
Cochliobolus australiensis är en svampart som först beskrevs av Tsuda & Ueyama, och fick sitt nu gällande namn av Alcorn 1983. Cochliobolus australiensis ingår i släktet Cochliobolus och familjen Pleosporaceae.   Inga underarter finns listade i Catalogue of Life.